# Franco Scandurra
Franco Scandurra (Milano, 27 luglio 1911 – Bologna, 10 aprile 2003) è stato un attore italiano.

## Biografia
Proveniente da un'antica famiglia di teatranti, lavorò sul palcoscenico sin da piccolo, imponendosi in seguito come uno dei migliori attori brillanti, capace di passare dal varietà all'operetta, dal cinema comico alla commedia italiana impegnata.
Al cinema arrivò agli inizi degli anni 40 debuttando nella pellicola Il re del circo .
Lavorò in molti film con Alberto Sordi e altri attori fra cui Carla Del Poggio, Giulietta Masina, Lea Padovani, Renato Rascel, Lia Zoppelli, Sylva Koscina e Christopher Lee.
Dal 1959 al 1962 partecipò ai caroselli pubblicitari televisivi della serie Narciso fidanzato indeciso, assieme a Lia Zoppelli ed Enrico Viarisio, per l'industria dolciaria Alemagna.
Negli ultimi anni insegnò dizione agli studenti di teologia a San Marco di Firenze.
Trascorse l'ultima parte della vita presso la casa di riposo per artisti dello spettacolo "Lyda Borelli" a Bologna, dove morì nel 2003 nominando suo erede universale con testamento segreto G.Mazzingo Donati.

## Filmografia
- Il re del circo, regia di Hans Hinrich (1941)
- I promessi sposi, regia di Mario Camerini (1941)
- Luna di miele, regia di Giacomo Gentilomo (1941)
- L'ultimo addio, regia di Ferruccio Cerio (1942)
- Il birichino di papà, regia di Raffaello Matarazzo (1942)
- Incontri di notte, regia di Nunzio Malasomma (1943)
- 07... tassì, regia di Marcello Pagliero, Riccardo Freda e Alberto D'Aversa (1946)
- I fratelli Karamazoff, regia di Giacomo Gentilomo (1947)
- Circo equestre Za-bum, regia di Mario Mattoli (1949)
- Ha da venì... don Calogero, regia di Vittorio Vassarotti (1951)
- I due sergenti, regia di Carlo Alberto Chiesa (1951)
- La presidentessa, regia di Pietro Germi (1952)
- Melodie immortali, regia di Giacomo Gentilomo (1952)
- La voce del silenzio, regia di Georg Wilhelm Pabst (1953)
- Amori di mezzo secolo, regia di Pietro Germi e Antonio Pietrangeli (1953)
- Pendolin, episodio di Cento anni d'amore, regia di Lionello De Felice (1954)
- Il matrimonio, regia di Antonio Petrucci (1954)
- Gran varietà, regia di Domenico Paolella (1954)
- In amore si pecca in due, regia di Vittorio Cottafavi (1954)
- Rosso e nero, regia di Domenico Paolella (1954)
- Gli amori di Manon Lescaut, regia di Mario Costa (1955)
- Racconti d'estate, regia di Gianni Franciolini (1958)
- Tempi duri per i vampiri, regia di Steno (1959)
- Le ambiziose, regia di Tony Amendola (1960)
- Le pillole di Ercole, regia di Luciano Salce (1960)
- Una vita difficile, regia di Dino Risi (1961)
- Peccati d'estate, regia di Giorgio Bianchi (1962)
- Il commissario, regia di Luigi Comencini (1962)
- L'arciere delle mille e una notte, regia di Antonio Margheriti (1962)
- Il medico della mutua, regia di Luigi Zampa (1968)
- Il ragazzo che sorride, regia di Aldo Grimaldi (1969)
- Ma che musica maestro!, regia di Mariano Laurenti (1971)
- Attenti al buffone, regia di Alberto Bevilacqua (1976)
- Signore e signori, buonanotte, regia di Luigi Comencini (1976)
- Questo e quello, regia di Sergio Corbucci (1983)
- Tutti dentro, regia di Alberto Sordi (1984)

## Prosa radiofonica Rai
- Una moglie per Giasone di Enzo Maurri, regia di Nino Meloni, trasmessa il 23 giugno 1956.

## Prosa televisiva Rai
- Valentina di Marcello Marchesi e Vittorio Metz, regia di Vito Molinari, trasmesso dal 7 al 28 settembre 1958.
- La mano sulla spalla, commedia di Nicola Manzari, regia di Claudio Fino, trasmessa il 8 giugno 1962
- Più rosa che giallo, regia di Alberto Bonucci, trasmessa dal 12 giugno al 24 luglio 1962
- Le inchieste del commissario Maigret episodio: Un'ombra su Maigret, regia di Mario Landi, trasmesso nel 1964.
- Resurrezione, regia di Franco Enriquez, trasmesso nel 1965.
- La figlia del capitano, regia di Leonardo Cortese, trasmesso nel 1965.
- Le inchieste del commissario Maigret episodio: L'ombra cinese, regia di Mario Landi, trasmesso nel 1966.
- Le inchieste del commissario Maigret episodio: I diamanti, regia di Mario Landi, trasmesso nel 1968.
- Gallina vecchia di Augusto Novelli, regia di Mario Ferrero, trasmessa il 9 gennaio 1968.
- Sherlock Holmes - L'ultimo dei Baskerville (dal romanzo Il mastino dei Baskerville di Conan Doyle), regia di Guglielmo Morandi, miniserie TV, trasmessa dal 15 novembre al 29 novembre (1968)
- Stasera Fernandel, regia di Camillo Mastrocinque – miniserie TV, 1 epis. (1969)
- Il principe addormentato di Terence Rattigan, regia di Mario Ferrero (1969)
- Le inchieste del commissario Maigret episodio: Il pazzo di Bergerac, regia di Mario Landi, trasmesso nel 1972.
- Appuntamento a Senlis, di Jean Anouilh, regia di Fulvio Tolusso trasmesso nel 1972.
- Don Giovanni in Sicilia, regia di Guglielmo Morandi – miniserie TV (1977).

## Teatro
- Come vi piace di William Shakespeare, per la regia di Jacques Copeau, Giardino di Boboli a Firenze, 1938.
- Ma non è una cosa seria di Luigi Pirandello, regia di Mario Ferrero, 1966.
- Gli indifferenti adattamento del romanzo di Alberto Moravia.
- Cecè di Luigi Pirandello, regia di Andrea Camilleri, 1978.